# 西中部德语
西中部德语（德語：Westmitteldeutsch）是中部德语的一支，包括了两个主要分支——中法兰克语和莱茵法兰克语。

## 分支
- 中法兰克语（德語：Mittelfränkisch）
  - 利普里安語（德語：Ripuarisch），位于北莱茵-威斯特伐利亚州、比利时德语区和荷兰林堡省南部的一小片区域。
  - 摩泽尔法兰克语（德語：Moselfränkisch）
    - 卢森堡语（德語：Lëtzebuergesch）位于卢森堡、比利时和法国。
    - 里奥格兰德洪斯吕克语（英语：Hunsrik）位于巴西南里奥格兰德州。

- 莱茵法兰克语（德語：Rheinfränkisch）
  - 普法尔茨法兰克语（德語：Pfälzisch）位于莱茵兰-普法尔茨。
    - 洛林法兰克语（德語：Lothringisch）位于法国的洛林。
    - 布科维纳德语（德語：Bukowinadeutsch），位于东欧的布科維納，已灭绝
    - 宾夕法尼亚德语（德語：Pennsylvaniadeutsch）位于北美，特别是宾夕法尼亚州。

  - 黑森方言（英语：Hessian dialects），位于黑森州和莱茵黑森（英语：Rhenish Hesse）地区
    - 北黑森方言（德语：Nordhessisch）
    - 中黑森方言（德语：Mittelhessisch）
    - 东黑森方言（德语：Osthessisch）
    - 南黑森方言（德语：Südhessisch）